# Dicranella miqueliana
Dicranella miqueliana là một loài Rêu trong họ Dicranaceae. Loài này được (Mont.) A. Jaeger ex Paris mô tả khoa học đầu tiên năm 1904.